# Gardenia magnifica
Gardenia magnifica är en måreväxtart som beskrevs av Geddes. Gardenia magnifica ingår i släktet Gardenia och familjen måreväxter. Inga underarter finns listade i Catalogue of Life.